# 爱德华·普罗布斯特
爱德华·阿尔伯特·普罗布斯特（Edward Albert Probst，1858年—1931年）是一位英國商人，曾於1897年1月至1897年5月期間出任上海公共租界工部局總董，後來因上海公共租界工部局的董事對其投下不信任票而辞职。

## 生平
普罗布斯特大约於1880年移居上海。他于1887年加入Iverson & Co，後來成为該公司的合伙人。该公司後來成為Ward, Probst & Co以及Probst, Hanbury & Co. 
普罗布斯特愛好體育，在上海期間參與板球、赛艇以及赛马等運動 。
普罗布斯特後來當選上海公共租界工部局董事並於1897年當選上海公共租界工部局總董。1897年5月，由于上海爆發人力車夫暴動，普罗布斯特与其他董事同時辞职。 
1931年4月9日，普罗布斯特在英格兰去世。 

## 家庭
1890年10月1日，普罗布斯特在上海与Alice Deacon结婚。 